# Wahlen 1990
◄◄ | ◄ | 1986 | 1987 | 1988 | 1989 | Wahlen 1990 | 1991 | 1992 | 1993 | 1994 | ► | ►►

Weitere Ereignisse
Die Liste der Wahlen 1990 umfasst Parlamentswahlen, Präsidentschaftswahlen, Referenden und sonstige Abstimmungen auf nationaler und subnationaler Ebene, die im Jahr 1990 weltweit abgehalten wurden.

## Afrika
- Präsidentschaftswahl in den Komoren 1990, 4.–11. März
- Präsidentschaftswahl in Simbabwe 1990 und Parlamentswahlen in Simbabwe 1990, 23. März
- Wahlen zur Nationalversammlung im Tschad 1990, 8. Juli
- Verfassungsreferendum in São Tomé und Príncipe 1990, 22. August:
- Wahlen zur Nationalversammlung in Gabun 1990 16. September, 21. und 28. Oktober
- Präsidentschaftswahl in der Elfenbeinküste 1990, 28. Oktober
- Präsidentschaftswahl in Tansania 1990 und Parlamentswahlen in Tansania 1990, 28. Oktober
- Wahlen zur Nationalversammlung der Elfenbeinküste 1990, 25. November
- Parlamentswahl in Ägypten 1990, 29. November
- Verfassungsreferendum in Benin 1990, 2. Dezember
- Verfassungsreferendum in Guinea 1990, 23. Dezember

## Amerika
- Parlamentswahl in Grenada 1990
- Wahl zum US-Repräsentantenhaus
- Wahl zum US-Senat

## Asien
- Shūgiin-Wahl in Japan
- Parlamentswahl in der Mongolei

## Australien und Ozeanien
- Parlamentswahl in Australien
- Parlamentswahl in Neuseeland (Regierungswechsel: Jim Bolger wird Ministerpräsident)

## Europa

### Bulgarien
- Parlamentswahl 1990

### Dänemark
- 12. Dezember: Folketingswahl 1990

### DDR
- 18. März: Volkskammerwahl
- 6. Mai: Kommunalwahlen
  - Wahl der Stadtverordnetenversammlung von (Ost-)Berlin

### Deutschland

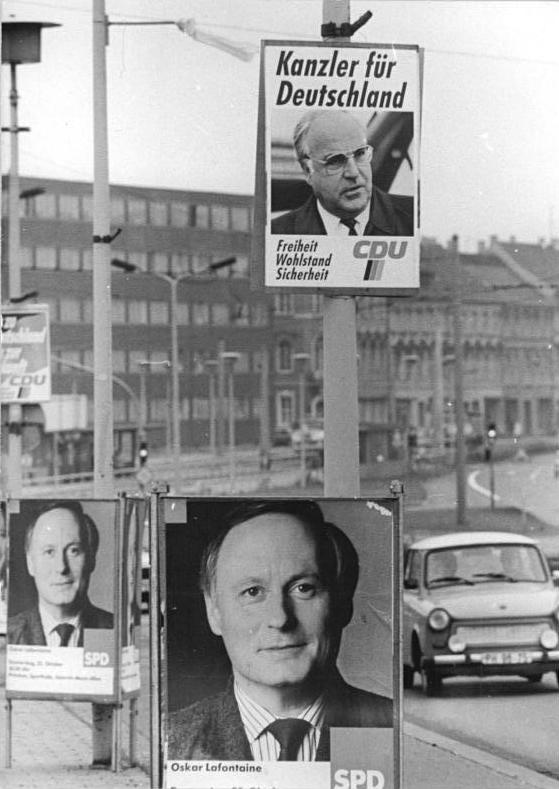
Wahlwerbung zur Bundestagswahl 1990

- Am 2. Dezember fand die erste gesamtdeutsche Bundestag statt: Bundestagswahl 1990

Außerdem fanden folgende Landtagswahlen statt:
- Am 28. Januar im Saarland: Landtagswahl im Saarland 1990
- Am 13. Mai in Niedersachsen: Landtagswahl in Niedersachsen 1990
- Am 13. Mai in Nordrhein-Westfalen: Landtagswahl in Nordrhein-Westfalen 1990
- Am 14. Oktober in Bayern: Landtagswahl in Bayern 1990
- Am 14. Oktober in Brandenburg: Landtagswahl in Brandenburg 1990
- Am 14. Oktober in Mecklenburg-Vorpommern: Landtagswahl in Mecklenburg-Vorpommern 1990
- Am 14. Oktober in Sachsen: Landtagswahl in Sachsen 1990
- Am 14. Oktober in Sachsen-Anhalt: Landtagswahl in Sachsen-Anhalt 1990
- Am 14. Oktober in Thüringen: Landtagswahl in Thüringen 1990
- Am 2. Dezember in Berlin: Wahl zum Abgeordnetenhaus von Berlin 1990

### Griechenland
- Parlamentswahl

### Italien
- 6. und 7. Mai: Regionalwahlen (15 Regionen)

### Österreich
- 7. Oktober: Nationalratswahl

### Polen
- Am 25. November und 9. Dezember Präsidentschaftswahl

### Rumänien
- 20. Mai 1990:
  - Präsidentschaftswahl
  - Parlamentswahl. Die 'Nationale Rettungsfront' erhält 263 von 395 Sitzen in der Abgeordnetenkammer und 91 von 118 im Senat.

### Slowakei
- Parlamentswahl

### Slowenien
- April: Parlamentswahl in Slowenien und Präsidentschaftswahl (damals noch eine Teilrepublik innerhalb Jugoslawiens)

### Spanien
- 28. Oktober: Wahl zum baskischen Parlament (siehe Autonome Gemeinschaft Baskenland)

### Tschechoslowakei
- 8. und 9. Juni: Parlamentswahl.
- 5. Juli: Präsidentschaftswahl. Václav Havel, seit dem 29. Dezember 1989 im Amt, wird im Amt bestätigt.

### Ungarn
- Parlamentswahl am 25. März 1990 (die erste freie Wahl seit über 40 Jahren)

## Sowjetunion bzw. Nachfolgestaaten der UdSSR
(1990/91 zerfiel die UdSSR)
- Russland: 
  - Parlamentswahl am 4. März 1990
  - Präsidentschaftswahl am 14. März 1990
- Aserbaidschan: Parlamentswahl 30. September und 14. Oktober
- Belarus (Weißrussland): Parlamentswahl
- Estland: Parlamentswahl am 18. März
- Georgien: Parlamentswahl 28. Oktober und 11. November, siehe auch Geschichte Georgiens#Perestroika
- Kasachstan: 
  - Parlamentswahl 25. März
  - Präsidentschaftswahl 24. April, siehe Nursultan Nasarbajew
- Kirgisien: Parlamentswahl
- Lettland, damals Lettische Sozialistische Sowjetrepublik: Parlamentswahl (erste Runde am 18. März)
- Litauen, damals Litauische Sozialistische Sowjetrepublik: Parlamentswahl 24. Februar 1990, erste Parlamentswahl mit unabhängigen Kandidaten, (siehe Geschichte Litauens#Unabhängigkeit seit 1990)
- Moldawien: Parlamentswahl Februar/März
- Ukraine: Parlamentswahl 4. bis 18. März
- Usbekistan: 
  - Parlamentswahl 18. Februar
  - Präsidentschaftswahl 24. März, siehe Islom Karimov